# Alessandro Lisini
Alessandro Lisini (Siena, 17 gennaio 1851 – Castelnuovo Berardenga, 4 aprile 1945) è stato uno storico, politico, numismatico e archivista italiano.

## Biografia
Figlio dell'avv. Ludovico Lisini e Francesca Clementi, Alessandro fu il figlio maggiore del primo matrimonio della madre (le due sorelle minori si chiamavano Marianna e Antonietta), la quale in seconde nozze sposò Clemente Pezzuoli ed ebbe un'altra figlia, Angela.
Si sposò nel 1874 con Elina Paluffi – cugina del poeta Giuseppe Giusti – e nel 1929, dopo la morte della moglie, divise il proprio patrimonio assegnando al figlio Ludovico (1876-1950) la fattoria di Sant'Angelo in Colle (nel comune di Montalcino), attualmente Azienda Agraria Lisini, pervenutagli quale quarta parte della cospicua eredità della madre, discendente dalla ricca famiglia Clementi di Montalcino – e alla figlia Emma, andata in sposa a Gino De Vecchi, la fattoria delle Groppole, a Vagliagli nel Comune di Castelnuovo Berardenga.
Entrato nell'Archivio di Stato di Siena come volontario il 4 settembre 1868, vi percorse tutta la carriera divenendone direttore nel 1888, carica che tenne fino al 1912, quando, a seguito di un concorso, fu nominato soprintendente dell'Archivio di Stato di Venezia, incarico che ricoprì fino al pensionamento avvenuto nel febbraio del 1918.
Così come il suo illustre predecessore e amico Luciano Banchi, anche Alessandro Lisini unì la carica di direttore dell'Archivio di Stato a quella di sindaco della città di Siena (1900-1905), dopo essere stato fin dal 1891 consigliere e assessore comunale.
Fu cofondatore nel 1926 della rivista di storia e arte senese La Diana.
Nel 1929 venne nominato preside della sezione di Storia del neonato Istituto comunale di arte e storia, fondato dal podestà Fabio Bargagli Petrucci, del quale divenne rettore nel 1931 succedendo a Pietro Rossi, mantenendo poi la presidenza effettiva e poi onoraria delle istituzioni culturali che ne presero il posto, ovvero dal 1937 l'Accademia per le lettere e per le arti e dal 1941 l’Accademia senese degli Intronati.
Alessandro Lisini morì nella sua villa a Castelnuovo Berardenga il 4 aprile 1945.

## Attività di Sindaco di Siena
Quelli in cui Lisini fu sindaco furono anni cruciali per lo sviluppo della città, segnati tra l'altro dall'ampliamento del territorio comunale con l'assorbimento del limitrofo Comune delle Masse, dalla costruzione del nuovo acquedotto dalle sorgenti del Vivo d'Orcia, dal trasferimento degli uffici giudiziari dal palazzo comunale alla nuova sede di Via del Casato, condizione primaria per il recupero degli ambienti monumentali del palazzo pubblico, dall'organizzazione della grande "Mostra dell'arte senese" (1904) che ebbe grandissima eco anche all'estero, alla cui inaugurazione parteciparono anche il Re Vittorio Emanuele III, la Regina Margherita di Savoia e S. A. R. il Duca di Genova.
In quegli anni venne inoltre realizzato il primo importante intervento urbanistico della città: la realizzazione della
Piazza Umberto I, ora Matteotti, che insieme alla riorganizzazione della Lizza formarono il nuovo polo urbano direzionale. Per aprire la piazza venne acquistato e demolito l'antico convento di Sant'Egidio, detto delle “Suore Cappuccine”, che si estendeva dall'uno all'altro lato di via Malavolti, scavalcandola con un arco.
La nuova piazza fu abbassata di diversi metri, tanto che, per consentire l'accesso all'oratorio della contrada del Drago,
fu necessario costruire un'apposita scala. Inoltre venne operato uno sventramento in diagonale della nuova piazza verso la recente piazza Salimbeni. Dell'antico monastero si salvò soltanto la piccola chiesa rinascimentale della Madonna delle Nevi, grazie proprio alla irremovibile opposizione del sindaco Lisini.

## Attività di archivista
Per quanto riguarda l'attività di Alessandro Lisini come archivista, si deve ricordare che sotto la sua direzione uscì "L'indice sommario delle serie dei documenti al 1º gennaio 1900", la terza guida dell'Archivio dopo quelle del 1862 e del 1883.

Giovanni Cecchini, che fu direttore dell'Archivio alcuni anni dopo, ha sottolineato come l'impianto dell'Indice si debba ancora a Luciano Banchi, non mancando però di notare come alcuni perniciosi rimaneggiamenti ‘per materia’ debbano attribuirsi proprio al Lisini, in particolare quelli che interessarono i fondi della Balìa e del Concistoro.
A ben vedere la principale novità che si ebbe sotto la direzione di Lisini fu l'avvio della pubblicazione degli inventari analitici.
Tra il 1896 e il 1898 uscirono, infatti, sul «Bullettino senese di storia patria», gli inventari dei fondi "Diplomatico", "Statuti" e "Capitoli" tutti curati dallo stesso Lisini: inventari che – chiaramente ispirati ai princìpi del metodo bonainiano – sarebbero poi stati raccolti nel volume Inventario generale del Regio Archivio di Stato in Siena edito nel 1899, cui avrebbe fatto seguito un secondo volume nel 1915 (ma già anticipato nel “Bullettino” del 1914) curato da Guido Mengozzi, contenente l'inventario dell'archivio del Consiglio generale.
Parallelamente all'attività di inventariazione venne condotto all'interno dell'Archivio anche un intenso lavoro di regestazione – ad esempio dei Caleffi ovvero dei libri iurium afferenti al fondo "Capitoli" e soprattutto delle pergamene più antiche del "Diplomatico" (736-1250), cui si dedicò lo stesso Lisini – e di edizioni di fonti, come la pubblicazione che Lisini fece nel 1903 dello statuto volgarizzato nel 1309-1310 e dei primi libri di entrata e uscita del massimo ufficio finanziario del Comune (la cosiddetta "Biccherna"); a lui si deve inoltre il primo catalogo delle tavolette dipinte che anticamente fungevano da copertina a tali libri (note come "biccherne") e la creazione di un museo ad esse dedicate.
Durante i suoi studi riportò alla luce il Costituto della Repubblica di Siena del 1310.

## Opere
Oltre 150 furono le pubblicazioni di Lisini di natura archivistica, di carattere storico-istituzionale, di sfragistica e di numismatica, delle quali si dà puntuale conto in F. Iacometti, Pubblicazioni di A. Lisini, BSSP, LI-LIV (1944-1947), pp. 22–30. Tra esse ricordiamo:
- Le tavolette dipinte di Biccherna e di Gabella del R. Archivio di Stato di Siena, Siena 1901.
- La Pia dantesca, Siena 1939; (con Giulio Bianchi Bandinelli).
- Il Costituto del Comune di Siena volgarizzato nel MCCCIX-MCCCX, 2 volumi, Siena 1903; (con Ludovico Zdekauer).
- Libri dell'entrata e dell'uscita della Repubblica di Siena detti del Camarlingo e dei Quattro di Biccherna. Libro dell'anno 1226, Siena 1903.
- Inventario delle pergamene conservate nel Diplomatico dall'anno 736 all'anno 1250, Siena 1908; (con Fabio Iacometti).
- Cronache senesi, in Raccolta degli storici italiani dal Cinquecento al Millecinquecento ordinata da L.A. Muratori, n.e., t. XV, p. VI, Bologna 1931-1939.

## Riconoscimenti
Per i suoi meriti gli è stata dedicata una via di Siena.